# 1821 no Brasil
Esta é uma cronologia dos fatos acontecimentos do ano 1821 no Brasil.

## Incumbentes
- D. João VI - de 1 de janeiro de 1821 a 25 de abril de 1821.
- D. Pedro I de Alcântara - de 26 de abril de 1821 a 31 de dezembro de 1821.[1]

## Eventos
- Janeiro de 1821 - Ocorre em Minas Gerais a Revolta de Escravos Constitucionalistas (1821-1822).
- Em 28 de fevereiro de 1821, a Capitania de São Paulo é elevada a província do Reino do Brasil.
- Em 26 de abril de 1821, o Rei D. João VI parte do Brasil, de volta para Portugal, deixando seu filho D. Pedro I como Regente do Brasil.
- Em 23 de agosto de 1821, foi criado, separado do ministério do reino, o ministério da justiça.
- Em 29 de agosto de 1821, ocorre a Convenção de Beberibe, também chamada de Movimento Constitucionalista de 1821, um movimento armado que culminou com a expulsão dos exércitos portugueses de Pernambuco.
- Em 5 de outubro de 1821, a Convenção de Beberibe consagra-se vitoriosa com a rendição das tropas portuguesas, expulsando-as definitivamente do território pernambucano. Com isso, Pernambuco torna-se a primeira província brasileira a se separar de Portugal, e consequentemente, dá início ao processo de Independência do Brasil.

## Nascimentos
- 10 de janeiro: Antônio Gabriel de Paula Fonseca, político brasileiro. (m. 1875)
- 6 de março: João Carlos Pedro Leopoldo Borromeu de Bragança, aristocrata brasileiro (m. 1822)
- 22 de abril: Manuel Joaquim Ribeiro do Vale, cafeicultor brasileiro (m.1893)
- 24 de julho: Inácio da Cunha Galvão, político brasileiro. (m. 1906)
- 8 de agosto: Alexandre Gomes de Argolo Ferrão Filho, militar brasileiro. (m. 1870)
- 30 de agosto: Anita Garibaldi, companheira do revolucionário italiano Giuseppe Garibaldi (m. 1849)
- 10 de outubro: Inácio Joaquim Barbosa, político brasileiro. (m. 1855)
- 15 de outubro: José Antônio do Vale Caldre e Fião, escritor, jornalista, político, médico e professor brasileiro. (m. 1876)
- 18 de outubro: Antônio Coelho de Sá e Albuquerque, político brasileiro. (m. 1868)
- 5 de novembro: Antônio Zacarias Álvares da Silva, barão do Indaiá. (m. 1901)

## Mortes
- 1 de maio: Paulo Fernandes Viana (n. 1758)